# Liste des distinctions de Tom Hanks
Cet article présente la liste des récompenses et nominations de l'acteur, producteur, réalisateur et scénariste américain Tom Hanks, classées par pays et par ordre alphabétique.

## Récompenses principales
Sauf indication contraire, les informations mentionnées dans cette section peuvent être confirmées par la base de données cinématographiques IMDb,  présente dans la section « Liens externes ».

### Academy Awards: Oscars
- 1989 : Nommé pour l'Oscar du meilleur acteur pour Big
- 1994 : Remporte l'Oscar du meilleur acteur pour Philadelphia
- 1995 : Remporte l'Oscar du meilleur acteur pour Forrest Gump
- 1999 : Nommé pour l'Oscar du meilleur acteur pour Il faut sauver le soldat Ryan
- 2001 : Nommé pour l'Oscar du meilleur acteur pour Seul au monde
- 2020 : Nommé pour l'Oscar du meilleur acteur dans un second rôle pour L'Extraordinaire Mr. Rogers

### BAFTA Awards
- 1995 : Nommé pour le BAFTA Award du meilleur acteur pour Forrest Gump
- 1999 : Nommé pour le BAFTA Award du meilleur acteur pour Il faut sauver le soldat Ryan
- 2001 : Nommé pour le BAFTA Award du meilleur acteur pour Seul au monde
- 2014 : Nommé pour le BAFTA Award du meilleur acteur pour Capitaine Phillips
- 2020 : Nommé pour le BAFTA Award du meilleur acteur dans un second rôle pour L'Extraordinaire Mr. Rogers

### Critics' Choice Movie Awards
- 2014 : Nommé pour le Critics' Choice Movie Award du meilleur acteur pour Capitaine Phillips
- 2016 : Nommé pour le Critics' Choice Movie Award du meilleur acteur pour Sully
- 2018 : Nommé pour le Critics' Choice Movie Award du meilleur acteur pour The Post
- 2020 : Nommé pour le Critics' Choice Movie Award du meilleur acteur dans un second rôle pour L'Extraordinaire Mr. Rogers
- 2021 : Nommé pour le Critics' Choice Movie Award du meilleur acteur pour La Mission

### Primetime Emmy Awards
- 1998 : Remporte le Primetime Emmy Award de la meilleure mini-série ou du meilleur téléfilm pour De la Terre à la Lune
- 1998 : Nommé pour le Primetime Emmy Award de la meilleure réalisation pour une mini-série ou un téléfilm pour De la Terre à la Lune
- 2002 : Nommé pour le Primetime Emmy Award du meilleur scénario pour une mini-série ou un téléfilm pour Frères d'armes
- 2002 : Remporte le Primetime Emmy Award de la meilleure réalisation pour une mini-série ou un téléfilm pour Frères d'armes
- 2002 : Remporte le Primetime Emmy Award de la meilleure mini-série ou du meilleur téléfilm pour Frères d'armes
- 2002: Nommé pour le Primetime Emmy de la meilleure série documentaire pour Nous sommes seuls mais unis : Les hommes de la Easy Company
- 2008 : Remporte le Primetime Emmy Award de la meilleure mini-série ou du meilleur téléfilm pour John Adams
- 2009 : Remporte le Primetime Emmy Award de la meilleure série dramatique pour Big Love
- 2010 : Remporte le Primetime Emmy Award de la meilleure mini-série ou du meilleur téléfilm pour L'Enfer du Pacifique
- 2010 : Nommé pour le Primetime Emmy Award du Meilleur programme de variété, musicale ou comique pour The 25th Anniversary Rock And Roll Hall Of Fame Concert
- 2012 : Remporte le Primetime Emmy Award de la meilleure mini-série ou du meilleur téléfilm pour Game Change
- 2014: Nommé pour le Primetime Emmy de la meilleure série documentaire pour The Sixties
- 2015 : Remporte le Primetime Emmy Award de la meilleure mini-série ou du meilleur téléfilm pour Olive Kitteridge
- 2015 : Nommé pour le Primetime Emmy de la meilleure série documentaire pour The Sixties
- 2016 : Nommé pour le Primetime Emmy de la meilleure série documentaire pour The Seventies
- 2017 : Nommé pour le Primetime Emmy Award du meilleur acteur invité dans une série télévisée comique pour Saturday Night Live
- 2021 : Nommé pour le Primetime Emmy Award de la meilleure émission de divertissement pour Celebrating America: An Inauguration Night Special

### Golden Globes Awards
- 1989 : Remporte le Golden Globe du meilleur acteur dans un film musical ou une comédie pour Big
- 1994 : Remporte le Golden Globe du meilleur acteur dans un film dramatique pour Philadelphia
- 1994 : Nommé pour le Golden Globe du meilleur acteur dans un film musical ou une comédie pour Nuits blanches à Seattle
- 1995 : Remporte le Golden Globe du meilleur acteur dans un film dramatique pour Forrest Gump
- 1999 : Nommé pour le Golden Globe du meilleur acteur dans un film dramatique pour Il faut sauver le soldat Ryan
- 2001 : Remporte le Golden Globe du meilleur acteur dans un film dramatique pour Seul au monde
- 2008 : Nommé pour le Golden Globe du meilleur acteur dans un film musical ou une comédie pour La Guerre selon Charlie Wilson
- 2014 : Nommé pour le Golden Globe du meilleur acteur dans un film dramatique pour Capitaine Phillips
- 2018 : Nommé pour le Golden Globe du meilleur acteur dans un film dramatique pour The Post
- 2020 : Remporte  le Cecil B. DeMille Award[1]
- 2020 : Nommé pour le Golden Globe du meilleur acteur dans un second rôle pour L'Extraordinaire Mr. Rogers

### Screen Actors Guild Awards
- 1995 : Remporte le Screen Actors Guild Award du meilleur acteur pour Forrest Gump
- 1996 : Remporte le Screen Actors Guild Award de la meilleure distribution pour Apollo 13
- 1999 : Nommé pour le Screen Actors Guild Award de la meilleure distribution pour Il faut sauver le soldat Ryan
- 1999 : Nommé pour le Screen Actors Guild Award du meilleur acteur pour Il faut sauver le soldat Ryan
- 2000 : Nommé pour le Screen Actors Guild Award de la meilleure distribution pour La Ligne verte
- 2001 : Nommé pour le Screen Actors Guild Award du meilleur acteur pour Seul au monde
- 2014 : Nommé pour le Screen Actors Guild Award du meilleur acteur pour Capitaine Phillips
- 2020 : Nommé pour le Screen Actors Guild Award du meilleur acteur dans un second rôle pour L'Extraordinaire Mr. Rogers

### Tony Awards
- 2013 : Nommé pour le Tony Award du meilleur acteur dans une pièce pour Lucky Guy

## Autres prix

### États-Unis

#### American Comedy Awards
- 1987 : Nommé pour l'American Comedy Award de l'Acteur le plus drôle dans un film pour Rien en commun
- 1989 : Remporte l'American Comedy Award de l'Acteur le plus drôle dans un film pour Big
- 1993 : Remporte l'American Comedy Award de l'Acteur de second rôle le plus drôle dans un film pour Une équipe hors du commun
- 1994 : Nommé pour l'American Comedy Award de l'Acteur le plus drôle dans un film pour Nuits blanches à Seattle
- 1995 : Remporte l'American Comedy Award de l'Acteur le plus drôle dans un film pour Forrest Gump
- 1997 : Nommé pour l'American Comedy Award de l'Acteur de second rôle le plus drôle dans un film pour That Thing You Do!
- 1999 : Nommé pour l'American Comedy Award de l'Acteur le plus drôle dans un film pour Vous avez un message

#### Annie Awards
- 1996 : Nommé pour l'Annie Award du Meilleur doublage pour Toy Story

#### Blockbuster Entertainment Awards
- 1999 : Remporte le Blockbuster Entertainment Award de 'Acteur préféré dans un film dramatique pour Il faut sauver le soldat Ryan
- 1999 : Nommé pour le Blockbuster Entertainment Award de 'Acteur préféré dans un film de comédie / romance pour Vous avez un message
- 2000 : Remporte le Blockbuster Entertainment Award de 'Acteur préféré dans un film dramatique pour La ligne verte
- 2001 : Nommé pour le Blockbuster Entertainment Award de 'Acteur préféré dans un film dramatique pour Seul au monde

#### Boston Society of Film Critics Awards
- 2000 : Nommé pour le Boston Society of Film Critics Award du meilleur acteur pour Seul au monde

#### Central Ohio Film Critics Association
- 2014 : Nommé pour le Central Ohio Film Critics Association Award du meilleur acteur pour Capitaine Phillips
- 2017 : Nommé pour le Central Ohio Film Critics Association Award du meilleur acteur pour Sully

#### Chicago Film Critics Association Awards
- 1994 : Nommé pour le Chicago Film Critics Award du meilleur acteur pour Philadelphia
- 1995 : Remporte le Chicago Film Critics Award du meilleur acteur pour Forrest Gump
- 1999 : Nommé pour le Chicago Film Critics Award du meilleur acteur pour Il faut sauver le soldat Ryan
- 2001 : Remporte le Chicago Film Critics Award du meilleur acteur pour Seul au monde
- 2019 : Nommé pour le Chicago Film Critics Award du meilleur acteur dans un second rôle pour L'Extraordinaire Mr. Rogers

#### Chlotrudis Awards
- 1995 : Nommé pour le Chlotrudis Award du meilleur acteur pour Forrest Gump

#### Christopher Awards
- 2001 : Remporte le Prix Christopher du meilleur long métrage pour Seul au monde
- 2002 : Remporte le Prix Christopher de la Télévision pour Frères d'armes
- 2023 : Remporte le Prix Christopher de la Meilleur film pour Le Pire Voisin au monde

#### Critics' Choice Super Awards
- 2021 : Nommé pour le Critics' Choice Super Award du meilleur acteur dans un film d'action pour USS Greyhound : La Bataille de l'Atlantique
- 2022 : Nommé pour le Critics' Choice Super Award du meilleur acteur dans un film de science-fiction/fantasy pour Finch

#### Dallas-Fort Worth Film Critics Association Awards
- 1994 : Nommé pour le Dallas-Fort Worth Film Critics Association Award du meilleur acteur pour Philadelphia
- 1995 : Remporte le Dallas-Fort Worth Film Critics Association Award du meilleur acteur pour Forrest Gump
- 2001 : Nommé pour le Dallas-Fort Worth Film Critics Association Award du meilleur acteur pour Seul au monde
- 2013 : Nommé pour le Dallas-Fort Worth Film Critics Association Award du meilleur acteur pour Capitaine Phillips
- 2016 : Nommé pour le Dallas-Fort Worth Film Critics Association Award du meilleur acteur pour Sully
- 2017 : Nommé pour le Dallas-Fort Worth Film Critics Association Award du meilleur acteur pour The Post

#### Denver Film Critics Society
- 2014 : Nommé pour le Denver Film Critics Society Award du meilleur acteur pour Capitaine Phillips
- 2017 : Nommé pour le Denver Film Critics Society Award du meilleur acteur pour Sully
- 2020 : Nommé pour le Denver Film Critics Society Award du meilleur acteur dans un second rôle pour L'Extraordinaire Mr. Rogers

#### Detroit Film Critics Society Awards
- 2013 : Nommé pour le Detroit Film Critics Society Award du meilleur acteur pour Capitaine Phillips
- 2019 : Nommé pour le Detroit Film Critics Society Award du meilleur acteur dans un second rôle pour L'Extraordinaire Mr. Rogers

#### Family Film Awards
- 2021 : Remporte le Family Film Award du meilleur acteur pour L'Extraordinaire Mr. Rogers
- 2023 : Remporte le Family Film Award du meilleur acteur dans un second rôle pour Elvis

#### Festival du film de Hollywood
- 2002 : Remporte le prix de l'acteur de l'année lors du Festival du film de Hollywood
- 2016 : Remporte l'Hollywood Film Award de l'acteur de l'année pour Sully

#### Florida Film Critics Circle Awards
- 2019 : Nommé pour le Florida Film Critics Circle Award du meilleur acteur dans un second rôle pour L'Extraordinaire Mr. Rogers

#### Gold Derby Awards
- 2010 : Nommé pour le Gold Derby Film Award du meilleur acteur de la décennie pour Seul au monde
- 2017 : Remporte le Gold Derby TV Award du meilleur acteur invité de comédie pour Saturday Night Live

#### Indiana Film Journalists Association
- 2016 : Nommé pour l'Indiana Film Journalists Association Award du meilleur acteur pour Sully
- 2019 : Nommé pour l'Indiana Film Journalists Association Award du meilleur acteur dans un second rôle pour L'Extraordinaire Mr. Rogers

#### International Documentary Association Awards
- 2014 : Nommé pour le Video Source Award pour The Assassination of President Kennedy
- 2014 : Nommé pour l'International Documentary Association Award de la meilleure mini-série pour The Sixties
- 2016 : Nommé pour l'International Documentary Association Award de la meilleure mini-série pour The Seventies

#### Kansas City Film Critics Circle Awards
- 1994 : Remporte le Kansas City Film Critics Circle Award du meilleur acteur pour Forrest Gump
- 2023 : Nommé pour le Kansas City Film Critics Circle Award du meilleur acteur dans un second rôle pour Elvis

#### Kids' Choice Awards
- 1996 : Nommé pour le Kids' Choice Award de l'acteur favoris pour Apollo 13
- 2000 : Nommé pour le Kids' Choice Award de la voix masculine de film d'animation préférée pour Toy Story 2
- 2011 : Nommé pour le Kids' Choice Award de la voix masculine de film d'animation préférée pour Toy Story 3
- 2020 : Nommé pour le Kids' Choice Award de la voix masculine de film d'animation préférée pour Toy Story 4

#### Las Vegas Film Critics Society Awards
- 2000 : Nommé pour le Las Vegas Film Critics Society Award du meilleur acteur pour Seul au monde

#### Los Angeles Film Critics Association Awards
- 1988 : Remporte le Los Angeles Film Critics Association Award du meilleur acteur pour Big

#### MTV Movie + TV Awards
- 1993 : Nommé pour le MTV Movie Award du meilleur baiser avec Pauline Brailsford dans Une équipe hors du commun
- 1994 : Nommé pour le MTV Movie Award du meilleur duo à l'écran pour Philadelphia et Nuits blanches à Seattle
- 1994 : Remporte le MTV Movie Award du meilleur acteur  pour Philadelphia
- 1995 : Nommé pour le MTV Movie Award du meilleur acteur  pour Forrest Gump
- 1996 : Nommé pour le MTV Movie Award du meilleur duo à l'écran pour Toy Story
- 1996 : Nommé pour le MTV Movie Award du meilleur acteur  pour Apollo 13
- 1999 : Nommé pour le MTV Movie Award du meilleur acteur  pour Il faut sauver le soldat Ryan
- 1999 : Nommé pour le MTV Movie Award de la meilleure sequence d'action  pour Il faut sauver le soldat Ryan
- 2000 : Nommé pour le MTV Movie Award du meilleur duo à l'écran pour Toy Story 2
- 2001 : Nommé pour le MTV Movie Award du meilleur équipe à l'écran pour Seul au monde
- 2001 : Nommé pour le MTV Movie Award du meilleur baiser pour Seul au monde
- 2001 : Nommé pour le MTV Movie Award du meilleur acteur pour Seul au monde

#### National Board of Review Awards
- 1994 : Remporte le National Board of Review Award du meilleur acteur pour Forrest Gump
- 2017 : Remporte le National Board of Review Award du meilleur acteur pour The Post

#### National Society of Film Critics Awards
- 2001 : Nommé pour le National Society of Film Critics Award du meilleur acteur pour Seul au monde

#### New York Film Critics Circle Awards
- 1988 : Nommé pour le New York Film Critics Circle Award du meilleur acteur pour Big
- 2000 : Remporte le New York Film Critics Circle Award du meilleur acteur pour Seul au monde

#### North Texas Film Critics Association
- 2017 : Nommé pour le North Texas Film Critics Association Award du meilleur acteur pour The Post
- 2017 : Nommé pour le North Texas Film Critics Association Award du meilleur acteur dans un second rôle pour L'Extraordinaire Mr. Rogers

#### Online Film Critics Society Awards
- 1999 : Nommé pour le Online Film Critics Society Award du meilleur acteur pour Il faut sauver le soldat Ryan
- 2001 : Remporte le Online Film Critics Society Award du meilleur acteur pour Seul au monde
- 2013 : Nommé pour le Online Film Critics Society Award du meilleur acteur pour Capitaine Phillips

#### Online Film & Television Association
- 1998 : Remporte l'OFTA Television Award du meilleur scénario pour un film ou une mini-série pour De la Terre à la Lune
- 1998 : Nommé pour l'OFTA Television Award de la meilleure réalisation d'un film ou d'une mini-série pour De la Terre à la Lune
- 2001 : Remporte l'OFTA Television Award du meilleur acteur pour Seul au monde
- 2002 : Nommé pour l'OFTA Television Award du meilleur scénario pour un film ou une mini-série pour Frères d'armes
- 2002 : Remporte l'OFTA Television Award de la meilleure réalisation d'un film ou d'une mini-série pour Frères d'armes
- 2014 : Nommé pour l'OFTA Television Award du meilleur acteur pour Capitaine Phillips
- 2015 : Remporte l'OFTA Film Hall of Fame Award
- 2017 : Nommé pour l'OFTA Television Award du meilleur acteur dans une série télévisé pour Saturday Night Live
- 2018 : Nommé pour l'OFTA Television Award de la meilleure distribution pour The Post
- 2020 : Remporte l'OFTA Television Award du meilleur doublage pour Toy Story 4
- 2020 : Nommé pour l'OFTA Television Award du meilleur acteur dans un second rôle pour L'Extraordinaire Mr. Rogers
- 2022 : Remporte l'OFTA Film Hall of Fame Award pour son personnage dans Forrest Gump

#### Palm Springs International Film Festival
- 2014 : Remporte le Chairman's Award pour Capitaine Phillips et Dans l'ombre de Mary
- 2017 : Remporte l'Icon Award pour Sully

#### People's Choice Awards
- 1991 : Nommé pour le People's Choice Award de l'Acteur de cinéma préféré
- 1993 : Nommé pour le People's Choice Award de l'Acteur de cinéma préféré
- 1995 : Remporte le People's Choice Award de l'Acteur préféré dans un drame
- 1996 : Remporte le People's Choice Award de l'Acteur préféré dans un drame
- 1996 : Remporte le People's Choice Award de l'Acteur de cinéma préféré
- 1997 : Nommé pour le People's Choice Award de l'Acteur de cinéma préféré
- 1998 : Nommé pour le People's Choice Award de l'Acteur de cinéma préféré
- 1999 : Remporte le People's Choice Award de l'Acteur de cinéma préféré
- 2000 : Nommé pour le People's Choice Award de l'Acteur de cinéma préféré
- 2002 : Nommé pour le People's Choice Award de l'Acteur préféré dans un drame
- 2002 : Nommé pour le People's Choice Award de l'Acteur de cinéma préféré
- 2004 : Nommé pour le People's Choice Award de l'Icon du cinéma préféré
- 2005 : Nommé pour le People's Choice Award de l'Acteur de cinéma préféré
- 2007 : Nommé pour le People's Choice Award de l'Acteur de cinéma préféré
- 2012 : Nommé pour le People's Choice Award de l'Icon du cinéma préféré
- 2017 : Nommé pour le People's Choice Award de l'Icon du cinéma préféré
- 2017 : Remporte le People's Choice Award de l'Acteur dramatique préféré
- 2017 : Nommé pour le People's Choice Award de l'Acteur de cinéma préféré
- 2019 : Nommé pour le People's Choice Award de la Star de film d'animation pour Toy Story 4
- 2020 : Nommé pour le People's Choice Award de la Star masculine de cinéma de l'année pour USS Greyhound : La Bataille de l'Atlantique
- 2020 : Nommé pour le People's Choice Award de la Star de film dramatique de l'année pour USS Greyhound : La Bataille de l'Atlantique

#### Phoenix Film Critics Society Awards
- 2001 : Nommé pour le Phoenix Film Critics Society Award du meilleur acteur pour Seul au monde
- 2003 : Nommé pour le Phoenix Film Critics Society Award du meilleur acteur pour Les Sentiers de la perdition
- 2013 : Nommé pour le Phoenix Film Critics Society Award du meilleur acteur dans un second rôle pour Dans l'ombre de Mary
- 2013 : Nommé pour le Phoenix Film Critics Society Award de la meilleure distribution pour Dans l'ombre de Mary
- 2013 : Nommé pour le Phoenix Film Critics Society Award du meilleur acteur pour Capitaine Phillips
- 2016 : Nommé pour le Phoenix Film Critics Society Award du meilleur acteur pour Sully

#### Producers Guild of America Awards
- 1999 : Remporte le Vision Award de la Télévision pour De la Terre à la Lune
- 1999 : Remporte le PGA Award du meilleur producteur de programmes télévisés de longue durée pour De la Terre à la Lune
- 2002 : Remporte le PGA Award de la Meilleure Mini-série ou un téléfilm pour Frères d'armes
- 2002 : Nommé pour le PGA Award du Meilleur producteur de film pour Mariage à la grecque
- 2009 : Remporte le PGA Award de la Meilleure Mini-série ou un téléfilm pour John Adams
- 2011 : Remporte le Lifetime Achievement Award in Television
- 2011 : Remporte le PGA Award de la Meilleure Mini-série ou un téléfilm pour L'Enfer du Pacifique
- 2013 : Remporte le PGA Award de la Meilleure Mini-série ou un téléfilm pour Game Change

#### Razzie Awards
- 2023 : Remporte le Razzie Award du pire acteur dans un second rôle pour Elvis
- 2023 : Remporte le Razzie Award du pire couple à l'écran pour Elvis
- 2023 : Nommé pour le Razzie Award du pire acteur pour Pinocchio

#### San Diego Film Critics Society Awards
- 2013 : Nommé pour le San Diego Film Critics Society Award du meilleur acteur pour Capitaine Phillips

#### San Francisco Film Critics Circle
- 2016 : Nommé pour le San Francisco Film Critics Circle Award du meilleur acteur pour Sully

#### Satellite Awards
- 2003 : Nommé pour le Satellite Award du meilleur acteur pour Les Sentiers de la perdition
- 2014 : Nommé pour le Satellite Award du meilleur acteur pour Capitaine Phillips
- 2014 : Nommé pour le Satellite Award du meilleur acteur dans un second rôle pour Dans l'ombre de Mary
- 2017 : Nommé pour le Satellite Award du meilleur acteur pour Sully
- 2019 : Nommé pour le Satellite Award du meilleur acteur dans un second rôle pour L'Extraordinaire Mr. Rogers

#### Saturn Awards
- 1990 : Remporte le Saturn Award du meilleur acteur pour Big
- 1995 : Nommé pour le Saturn Award du meilleur acteur pour Forrest Gump

#### Scream Awards
- 2010 : Nommé pour le Scream Award du Meilleur acteur dans un film fantastique pour Toy Story 3

#### Seattle Film Critics Society
- 2019 : Nommé pour le Seattle Film Critics Society Award du meilleur acteur dans un second rôle pour L'Extraordinaire Mr. Rogers

#### Southeastern Film Critics Association Awards
- 1995 : Remporte le Southeastern Film Critics Association Award pour Forrest Gump
- 1999 : Nommé pour le Southeastern Film Critics Association Award pour Il faut sauver le soldat Ryan

#### St. Louis Film Critics Association
- 2013 : Nommé pour le St. Louis Film Critics Association Award du Special Merit pour Capitaine Phillips la scène vers la fin où Tom Hanks est examiné par le personnel de l'hôpital militaire et s'effondre
- 2016 : Nommé pour le St. Louis Film Critics Association du meilleur acteur pour Sully
- 2017 : Nommé pour le St. Louis Film Critics Association du meilleur acteur pour The Post

#### Teen Choice Awards
- 2001 : Remporte le Teen Choice Award de la meilleure alchimie a l'écran pour Seul au monde

#### The Streamy Awards
- 2013 : Remporte le Streamy Award de la meilleure web-série animée pour Electric City

#### Washington DC Area Film Critics Association Awards
- 2019 : Nommé pour Washington DC Area Film Critics Association Award du meilleur doubleur pour Toy Story 4
- 2019 : Nommé pour Washington DC Area Film Critics Association Award du meilleur acteur dans un second rôle pour L'Extraordinaire Mr. Rogers

#### Western Heritage Awards
- 2021 : Remporte le Bronze Wrangler du meilleur film pour La Mission

#### Women Film Critics Circle
- 2019 : Nommé pour le Women Film Critics Circle Award du meilleur acteur pour L'Extraordinaire Mr. Rogers
- 2021 : Nommé pour le Women Film Critics Circle Award du meilleur couple à l'écran pour La Mission

### Allemagne

#### Bambi Awards
- 2004 : Remporte le Bambi du Film International pour Le Pôle express

#### Festival international du film de Berlin
- 1994 : Remporte l'Ours d'argent du meilleur acteur pour Philadelphia

#### Jupiter Awards
- 1995 : Remporte le Jupiter Award du meilleur acteur international pour Forrest Gump
- 2002 : Remporte le Jupiter Award du meilleur acteur international pour Seul au monde
- 2005 : Nommé pour le Jupiter Award du meilleur acteur international pour Le Terminal
- 2017 : Nommé pour le Jupiter Award du meilleur acteur international pour Un hologramme pour le roi

### Australie

#### Australian Academy of Cinema and Television Arts Awards
- 2014 : Nommé pour l'AACTA International Award du meilleur acteur pour Capitaine Phillips
- 2022 : Nommé pour l'AACTA Award du meilleur acteur dans un second rôle pour Elvis

### Canada

#### Toronto Film Critics Association Awards
- 1998 : Nommé pour le Toronto Films Critics Association Award du meilleur acteur pour Il faut sauver le soldat Ryan

#### Vancouver Film Critics Circle
- 2019 : Nommé pour le Vancouver Film Critics Circle Award du meilleur acteur dans un second rôle pour L'Extraordinaire Mr. Rogers

### Italie

#### David di Donatello Awards
- 1995 : Nommé pour le Premio David di Donatello du Meilleur acteur étranger pour Forrest Gump

### Irelande

#### Dublin Film Critics Circle Awards
- 2013 : Nommé pour le Dublin Film Critics Circle Award du meilleur acteur pour Capitaine Phillips

### Royaume-Uni

#### London Critics Circle Film Awards
- 1999 : Nommé pour le London Critics Circle Film Award de l'acteur de l'année pour Il faut sauver le soldat Ryan
- 2014 : Nommé pour London Critics Circle Film Award de l'acteur de l'acteur de l'année pour Capitaine Phillips
- 2014 : Nommé pour London Critics Circle Film Award de l'acteur de l'acteur dans un second rôle de l'année pour Dans l'ombre de Mary
- 2020 : Nommé pour London Critics Circle Film Award de l'acteur de l'acteur dans un second rôle de l'année pour L'Extraordinaire Mr. Rogers

#### Empire Awards
- 1999 : Remporte l'Empire Award du meilleur acteur pour Il faut sauver le soldat Ryan
- 2003 : Nommé pour l'Empire Award du meilleur acteur pour Les Sentiers de la perdition
- 2014 : Nommé pour l'Empire Award du meilleur acteur pour Capitaine Phillips

### Portugal

#### CinEuphoria Awards
- 2014 : Nommé pour le CinEuphoria Award du meilleur acteur international pour Capitaine Phillips
- 2023 : Nommé pour le CinEuphoria Award du meilleur duo international pour Elvis
- 2023 : Nommé pour le CinEuphoria Award du meilleur international dans un second rôle pour Elvis
- 2023 : Nommé pour le CinEuphoria Award de la meilleure distribution internationale pour Elvis

### Autres
- 1988 : Remporte le Golden Apple Awards de la Star masculine de l'année
- 1995 : Guiness World Record du plus de victoires consécutives de l'Oscar du meilleur acteur[2]
- 2002 : Remporte le Life Achievement Award de l'American Film Institute
- 2009 : Remporte le Gala Tribute du Film at Lincoln Center[3]
- 2014 : Remporte les Kennedy Center Honors[4]